# アメデーオ3世・ディ・サヴォイア
アメデーオ3世・ディ・サヴォイア（Amedeo III di Savoia, 1095年頃 - 1148年4月）は、サヴォイア伯（在位：1103年 - 1148年）。モーリエンヌ伯とアオスタ伯を兼ねた。十字軍騎士（il Crociato）という綽名で知られる。フランス語名アメデ3世・ド・サヴォワ（Amédée III de Savoie）。

## 生涯
先代の伯ウンベルト2世とブルゴーニュ伯ギヨーム1世の娘ジゼルとの長男として生まれ、父の死後にサヴォイア伯国を継承した。自負心の強い野心家として知られたアメデーオ3世はブルゴーニュ伯とロンバルディア公、そして神聖ローマ帝国の教区司祭（父ウンベルト2世は義叔父ハインリヒ4世から教区司祭に叙任されていた）の請求者でもあった。
彼はかつてブルグント王が戴冠した歴史を持つ聖モーリス修道院の再建を助けて、修道院から修道院長の地位を得た。また自らも数多くの修道院や教会を領内に設立して宗教的権威を高める事に熱意を注いだ。領土面でも1128年にアルヴェなどの都市を占領して、「古きシャブレー」と呼ばれた地域を現スイス領サンモリッツを中心にした「新しいシャブレー」へと再編した。アルボン伯領にも領土欲を見せ、最初の妻を早くに失った後にサヴォイア家と古くから付き合いのあったアルボン伯家のマファルトと結婚していながら、妻の兄を敗死させて領土併合を進めた。

### 第2回十字軍
こうした野心的な行動が、姉アデルの夫であったフランス王ルイ6世（肥満王、戦争王とも）の逆鱗に触れて、一時はフランス王軍と戦争の危機にまで陥った。アメデーオ3世は隠者ピエールを仲介人にして、十字軍への参加をルイ4世に約束することで義兄の怒りを静めた。1147年、第2回十字軍が開始されるとフランス王太子ルイ（のちのルイ7世）とその妻アリエノール・ダキテーヌの側近として戦争に参加した。遠征の資金はアメデーオ3世を院長に戴く聖モーリス修道院の寄進によって賄われ、彼自身の家臣団や兵士も一隊に加わっていた。アメデーオ3世隊は南イタリア各地を訪問した後、1147年後半にブリンディシからコンスタンティノープルへと渡った。アメデーオ3世はアナトリア半島でルイ7世と落ち合い、王太子軍の先鋒を務めた。
行軍中、フランス諸侯軍は神聖ローマ帝国諸侯軍を全滅に追い込んだルーム・セルジューク朝軍に遭遇し、フランス諸侯軍も壊滅的な損害を受けて敗走した。混乱の最中、アメデーオ3世はルイ7世とアリエノールと共に残存兵を連れてアンティオキア公国へと逃げ延びた。その過程でキプロス島において流行病を患ったアメデーオは病に苦しめられ、1148年4月にニコシア城で病没した。遺骸は十字軍騎士としてニコシアの聖堂に葬られ、サヴォイア本国では父の死に伴い息子のウンベルト3世が即位した。
数ヵ月後、ルイ7世はダマスクス攻撃に失敗して帰国し、第2回十字軍遠征はさしたる勝利も無く終結した。

## 家族
最初の妻との間に子は無く、2番目の妻マファルトの間に跡継ぎを含む10人の子供を儲けた。
- 長女：エリサ（アリックス、アデレードもしくはエルザ、1123年頃 - 1174年頃） - ボジュー領主アンベール3世と結婚
- 次女：マファルダ（1125年頃 - 1157/8年） - ポルトガル王アフォンソ1世王妃
- 三女：アニェス（1125年 - 1172年） - ジュネーヴ伯ユベール妃
- 長男：ウンベルト3世（1136年 - 1189年） - サヴォイア伯
- 次男：ジョヴァンニ - 司祭
- 三男：ピエトロ - 司祭
- 四男：グリエルモ
- 四女：マルゲリータ（1157年没）
- 五女：イザベッラ
- 六女：ジュリア（1194年没） - ヴィエンヌのサンタンドレ＝ル＝オー女子修道院長